# Aspö (archipel de Blekinge)
Pour les articles homonymes, voir Aspö.

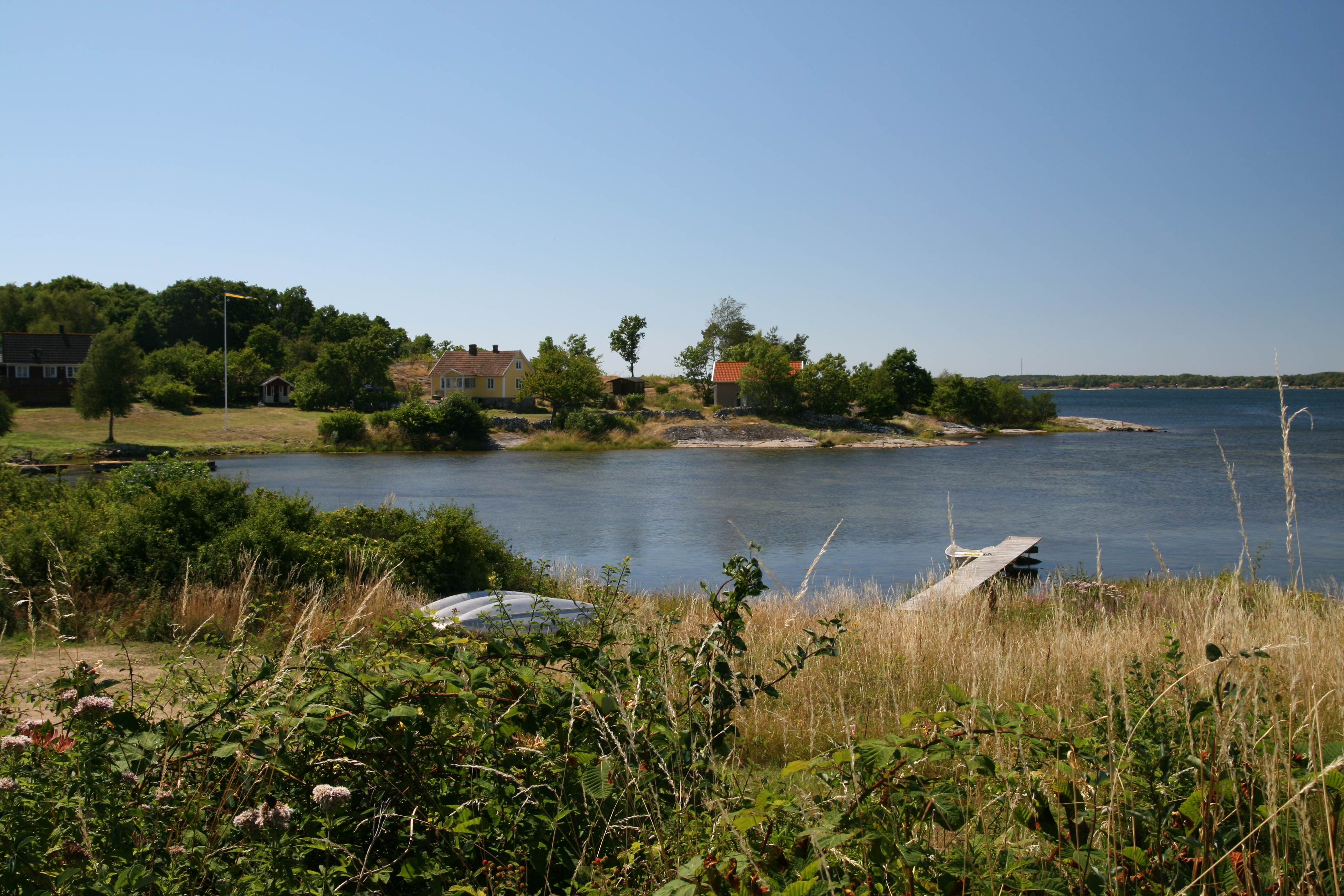
La côte ouest d'Aspö

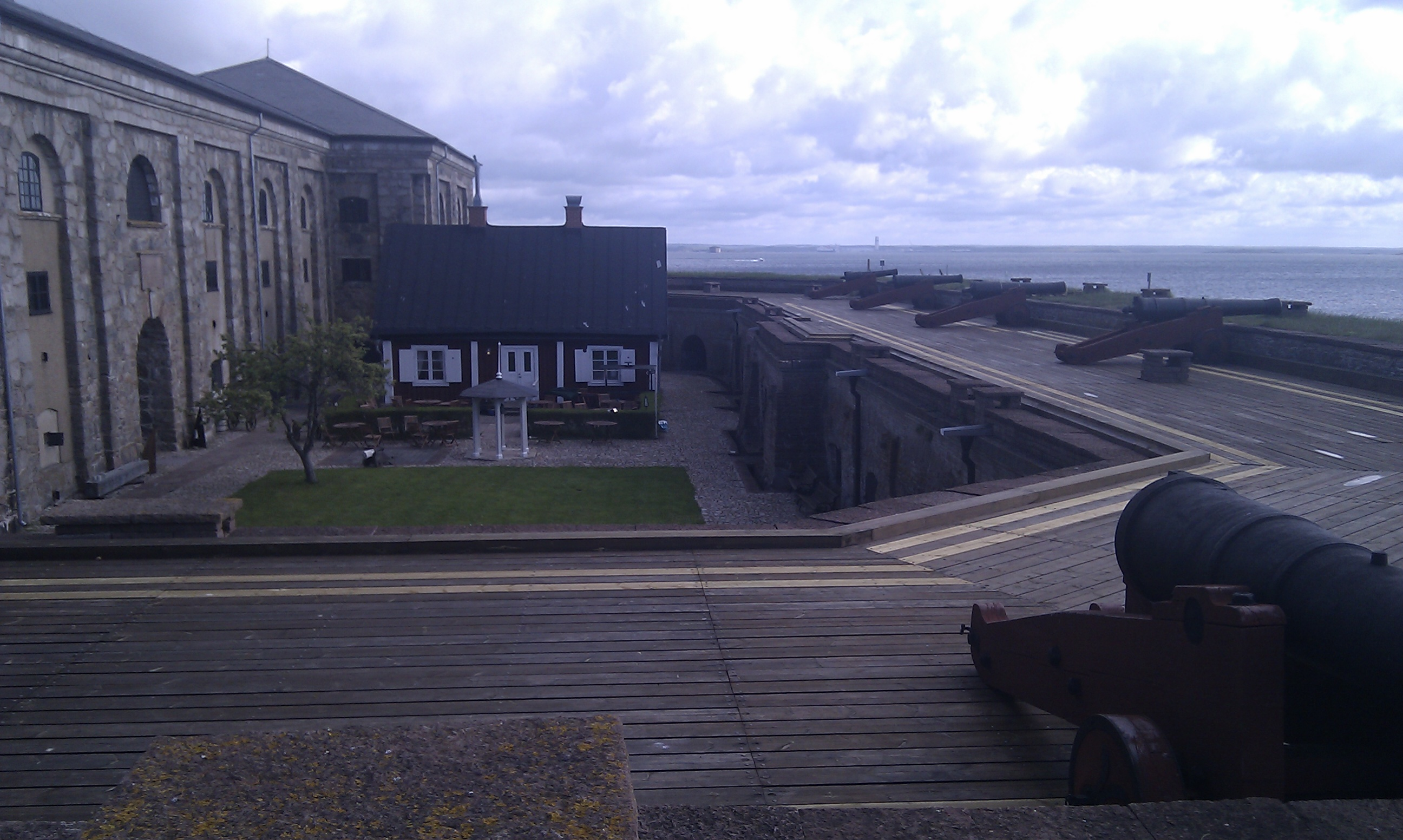
La citadelle Drottningskär

Aspö est une île dans l'archipel de Blekinge, au sud-est de la Suède. Il contient la localité de Drottningskär ainsi qu'une citadelle du même nom datant du XVIIe siècle. L'île compte environ 460 résidents permanents ; des touristes viennent visiter et s'installer sur l'île durant l'été. Un ferry effectue chaque heure une liaison entre Aspö et Karlskrona. 